# Mönchsbruch
Der Mönchsbruch ist ein Naturschutzgebiet in den niedersächsischen Gemeinden Gerdau und Eimke in der Samtgemeinde Suderburg im Landkreis Uelzen.
Das Naturschutzgebiet mit dem Kennzeichen NSG LÜ 284 ist 398 Hektar groß. Es ist vollständig Bestandteil des FFH-Gebietes „Ilmenau mit Nebenbächen“.
Das Naturschutzgebiet liegt westlich von Uelzen zwischen Gerdau und Eimke. Es stellt einen Teil des Häsebachs mit seinem Talraum bis kurz vor die Mündung in die Gerdau, einem Quellfluss der Ilmenau, und den Kolkbach mit seinem Niederungsgebiet und einigen Nebengewässern unter Schutz.
Die Bachläufe sind weitgehend naturnah. Der Häsebach wird überwiegend von Dauergrünland begleitet. Die Niederung des Kolkbachs wird von großflächigen Auen- und Bruchwäldern geprägt. Dazwischen sind Gründland und vereinzelt Äcker zu finden. An den Rändern der Niederung und den Talkanten finden sich Übergänge zu Laubmischwäldern. Weiterhin sind Röhrichte, Riede, Hochstaudenfluren und Sümpfe zu finden.
Im Naturschutzgebiet kommen u. a. Fischotter, Bachneunauge, Groppe und Grüne Keiljungfer vor.
Das Gebiet steht seit dem 3. April 2008 unter Naturschutz. Zuständige untere Naturschutzbehörde ist der Landkreis Uelzen.